# Liu Qing (Eishockeyspieler)
Liu Qing (chinesisch 劉慶 / 刘庆, Pinyin Liú Qìng; * 25. Februar 1996) ist ein ehemaliger chinesischer Eishockeyspieler, der zuletzt bei China Dragon in der Asia League Ice Hockey  unter Vertrag stand.

## Karriere
Liu Qing begann seine Karriere als Eishockeyspieler in einer Amateurmannschaft aus Qiqihar, für die er seit 2010 in der chinesischen Eishockeyliga spielte und mit der er 2013 chinesischer Meister wurde. Bereits im Alter von 17 Jahren wechselte er zu China Dragon, der damals einzigen chinesischen Profimannschaft, für die er vier Jahre in der Asia League Ice Hockey spielte. Als die Mannschaft 2017 aufgelöst wurde, war er anschließend vereinslos und beendete seine Karriere.

### International
Für China nahm Liu Qing im Juniorenbereich an den U18-Weltmeisterschaften der Division II 2011 und 2012 und der Division III 2013 sowie den U20-Junioren-Weltmeisterschaften der Division III 2013 und 2015, als er als Torschützenkönig und gemeinsam mit seinem Landsmann Li Hang Topscorer auch zum besten Spieler seiner Mannschaft gewählt wurde, und der Division II 2014 teil. Zudem vertrat er seine Farben 2012 beim U20-Turnier des IIHF Challenge Cup of Asia und bei der Skills-Challenge der Olympischen Jugend-Winterspiele 2012.
Im Seniorenbereich stand der Verteidiger im Aufgebot Chinas bei den Weltmeisterschaften der Division II 2013, 2014, 2015, 2016 und 2017. Zudem vertrat er seine Farben bei den Winter-Asienspielen 2017 und der Olympiaqualifikation für die Winterspiele in Pyeongchang 2018.

## Erfolge und Auszeichnungen
- 2013 Chinesischer Meister mit der Mannschaft aus Qiqihar
- 2013 Aufstieg in die Division II, Gruppe B, bei der U18-Weltmeisterschaft der Division III, Gruppe A
- 2013 Aufstieg in die Division II, Gruppe B, bei der U20-Weltmeisterschaft der Division III
- 2015 Aufstieg in die Division II, Gruppe B, bei der U20-Weltmeisterschaft der Division III
- 2015 Topscorer und Torschützenkönig bei der U20-Weltmeisterschaft der Division III
- 2015 Aufstieg in die Division II, Gruppe A, bei der Weltmeisterschaft der Division II, Gruppe B
- 2017 Aufstieg in die Division II, Gruppe A, bei der Weltmeisterschaft der Division II, Gruppe B

## Asia-League-Statistik
(Stand: Ende der Saison 2016/17)